# Koštantau
Il Koštantau (in russo  Коштантау?; in lingua caraciai-balcara: Къоштан тау) è una delle vette più alte e inaccessibili della Catena del Caucaso. Si trova nella Cabardino-Balcaria (Russia), nel Caucaso centrale. Ha un'altezza di 5152 m (5144 m secondo altre fonti). La vetta chiude da nord-est la cosiddetta "Catena Laterale" (Боковой хребет) del Gran Caucaso, che non è inferiore in altezza e lunghezza al Muro di Bezengi.
Le vie di arrampicata hanno grado di difficoltà da 4b a 6a.